# Eugenio Alabiso
Eugenio Alabiso (Roma, 30 luglio 1937) è un montatore italiano.
È stato il curatore del montaggio cinematografico di circa 150 film dal 1962 a oggi.
Tra i lavori più conosciuti di Alabiso (talora accreditato come Eugene Ballaby) sono i film frutto della collaborazione con il regista Sergio Leone, ossia Per qualche dollaro in più e Il buono, il brutto, il cattivo. Nel 2024 è presente nel ruolo di se stesso nel documentario Pretendo l'inferno di Eugenio Ercolani.

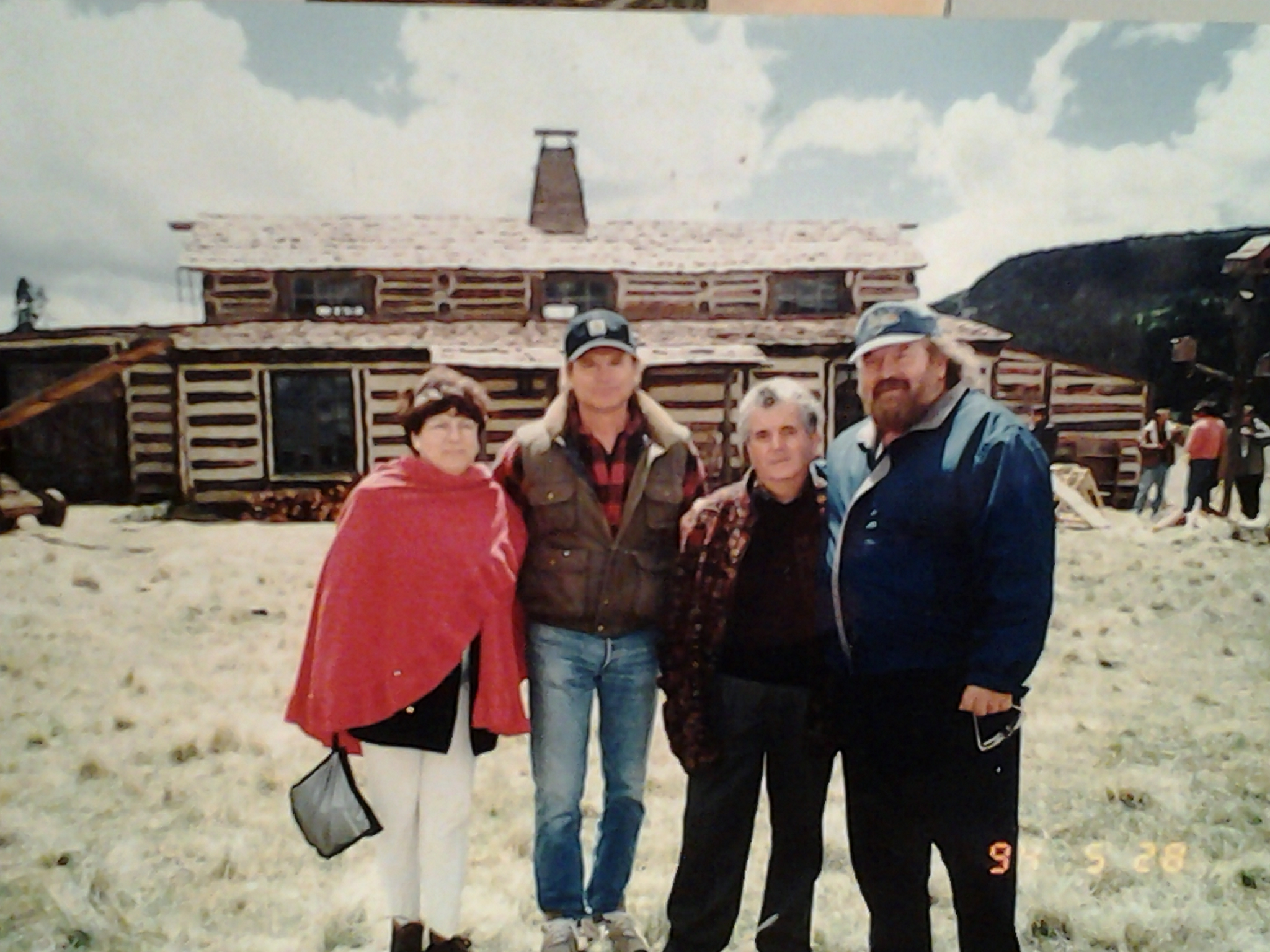
Eugenio Alabiso con Terence Hill e Bud Spencer

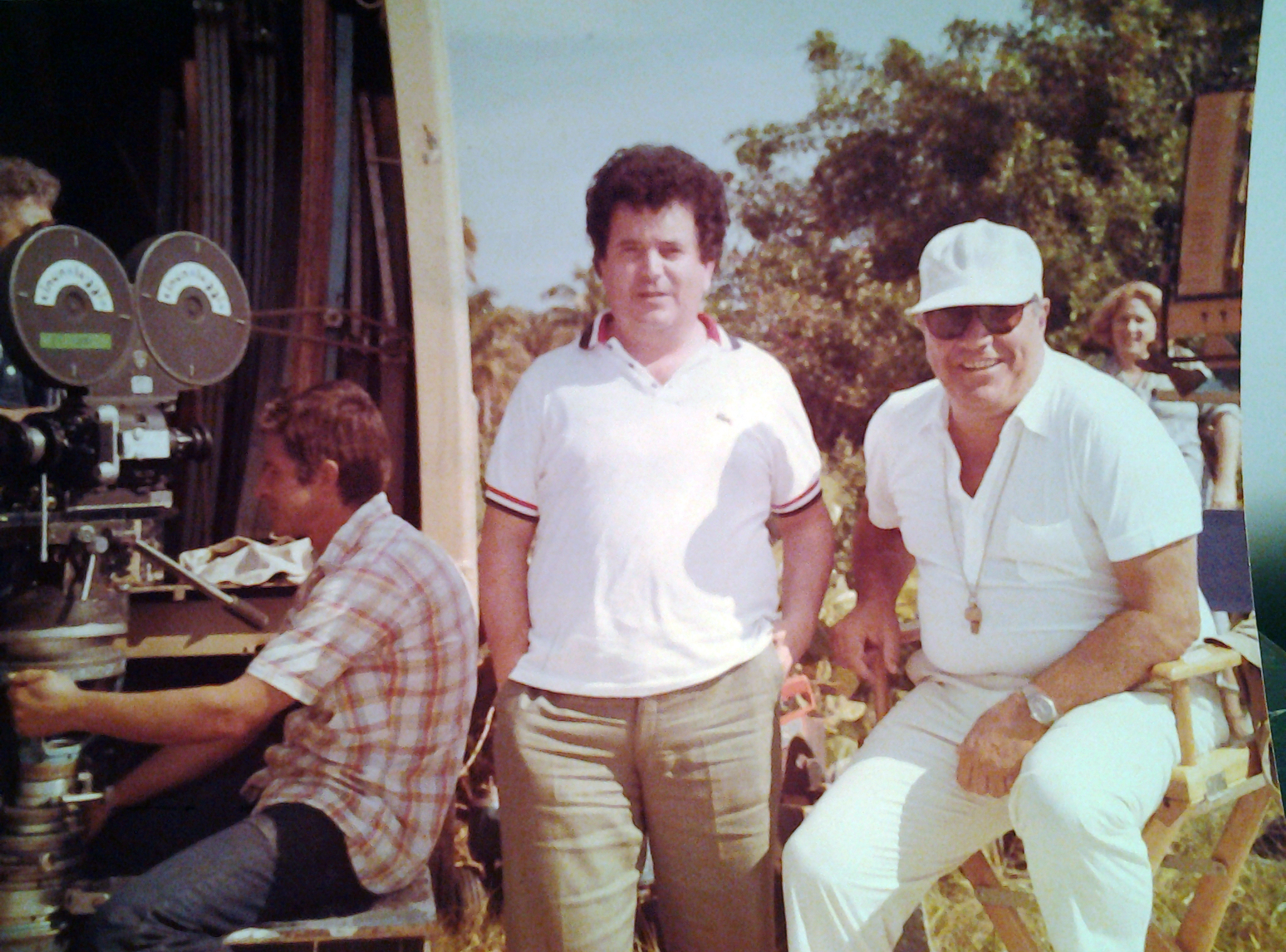
Eugenio Alabiso e Sergio Corbucci

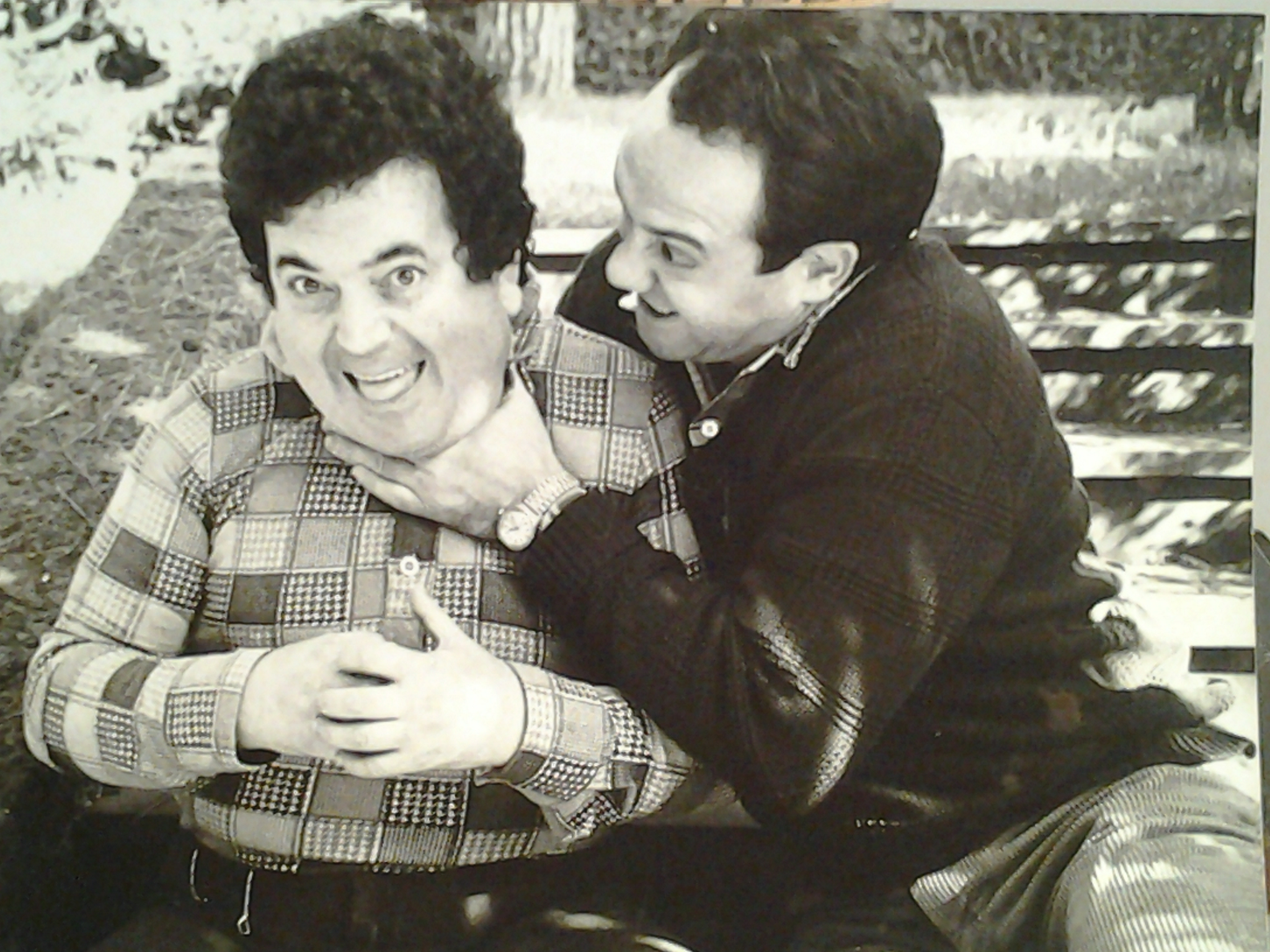
Eugenio Alabiso con Carlo Verdone

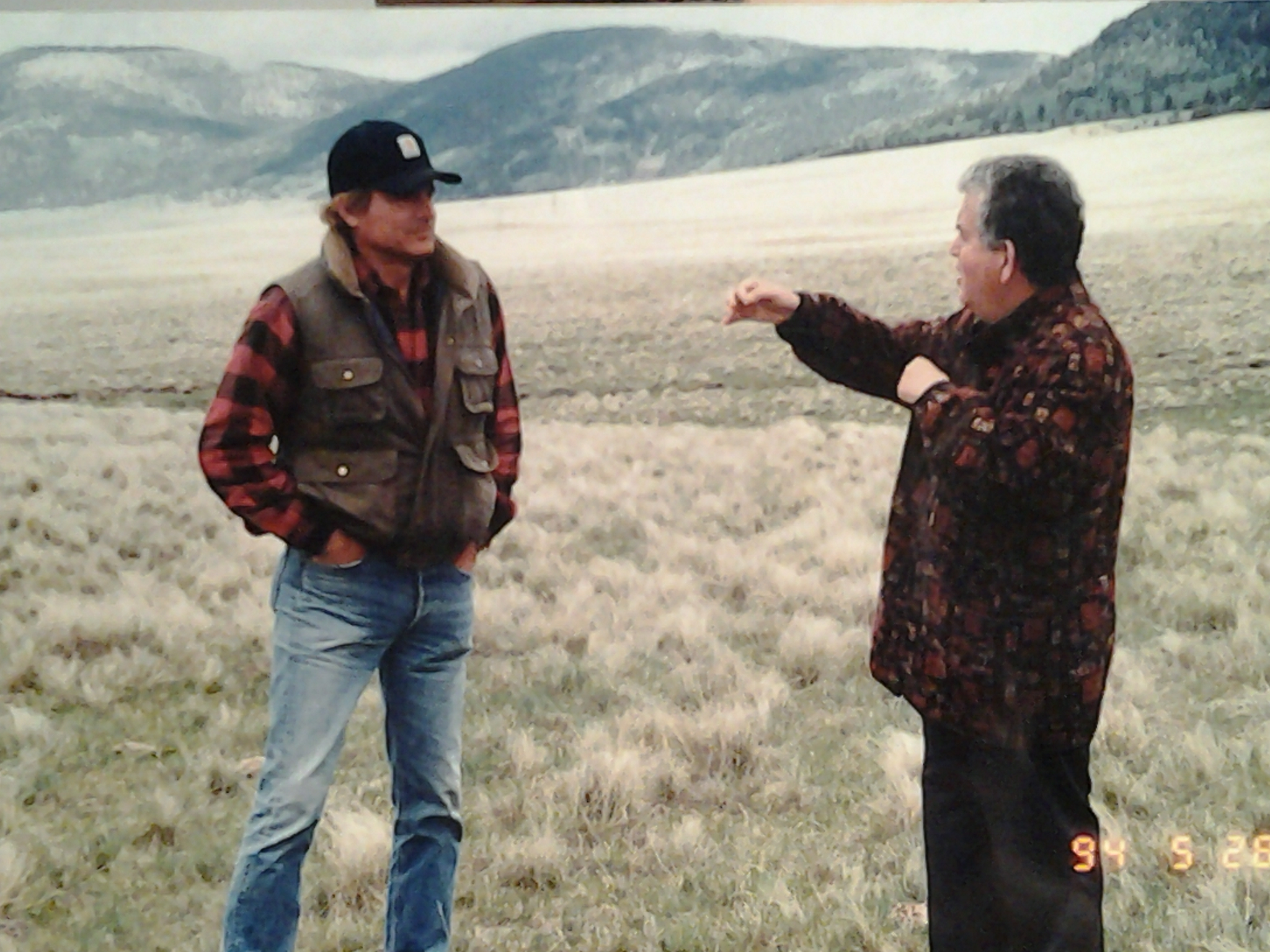
Eugenio Alabiso e Terence Hill

## Filmografia parziale
- Sexy magico, regia di Mino Loy e Luigi Scattini (1963)
- Per qualche dollaro in più, regia di Sergio Leone (1965)
- A-009 missione Hong Kong, regia di Ernst Hofbauer (1965)
- Il buono, il brutto, il cattivo, regia di Sergio Leone (1966)
- 100.000 dollari per Lassiter, regia di Joaquín Luis Romero Marchent (1966)
- Faccia a faccia, regia di Sergio Sollima (1967)
- Attentato ai tre grandi, regia di Umberto Lenzi (1967)
- Per 100.000 dollari t'ammazzo, regia di Giovanni Fago (1967)
- Preparati la bara!, regia di Ferdinando Baldi (1968)
- Tutto per tutto, regia di Umberto Lenzi (1968)
- Il mercenario, regia di Sergio Corbucci (1968)
- Uno di più all'inferno, regia di Giovanni Fago (1968)
- Il dolce corpo di Deborah, regia di Romolo Guerrieri (1968)
- Lo voglio morto, regia di Paolo Bianchini (1968)
- Orgasmo, regia di Umberto Lenzi (1969)
- Rebus, regia di Nino Zanchin (1968)
- Mille peccati... nessuna virtù, regia di Sergio Martino (1969) - documentario
- Così dolce... così perversa, regia di Umberto Lenzi (1969)
- La battaglia di El Alamein, regia di Giorgio Ferroni (1969)
- Il pistolero dell'Ave Maria, regia di Ferdinando Baldi (1969)
- Ciakmull - L'uomo della vendetta, regia di Enzo Barboni (1970)
- Una spada per Brando, regia di Alfio Caltabiano (1970)
- Vamos a matar compañeros, regia di Sergio Corbucci (1970)
- O' Cangaceiro, regia di Giovanni Fago (1970)
- Sette orchidee macchiate di rosso, regia di Umberto Lenzi (1971)
- La coda dello scorpione, regia di Sergio Martino (1971)
- Er più - Storia d'amore e di coltello, regia di Sergio Corbucci (1971)
- Un posto ideale per uccidere, regia di Umberto Lenzi (1971)
- Lo strano vizio della signora Wardh, regia di Sergio Martino (1971)
- Giornata nera per l'ariete, regia di Luigi Bazzoni (1971)
- Il paese del sesso selvaggio, regia di Umberto Lenzi (1972)
- La banda J. & S. - Cronaca criminale del Far West, regia di Sergio Corbucci (1972)
- Tutti i colori del buio, regia di Sergio Martino (1972)
- Boccaccio, regia di Bruno Corbucci (1972)
- Che c'entriamo noi con la rivoluzione?, regia di Sergio Corbucci (1972)
- ...e poi lo chiamarono il Magnifico, regia di Enzo Barboni (1972)
- I corpi presentano tracce di violenza carnale, regia di Sergio Martino (1973)
- Anna, quel particolare piacere, regia di Giuliano Carnimeo (1973)
- Milano trema: la polizia vuole giustizia, regia di Sergio Martino (1973)
- Anche gli angeli mangiano fagioli, regia di Enzo Barboni (1973)
- Passi di danza su una lama di rasoio, regia di Maurizio Pradeaux (1973)
- Anche gli angeli tirano di destro, regia di Enzo Barboni (1974)
- Il bianco, il giallo, il nero, regia di Sergio Corbucci (1974)
- Il bestione, regia di Sergio Corbucci (1974)
- Cugini carnali, regia di Sergio Martino (1974)
- Milano odia: la polizia non può sparare, regia di Umberto Lenzi (1974)
- La signora gioca bene a scopa?, regia di Giuliano Carnimeo (1974)
- L'insegnante, regia di Nando Cicero (1975)
- La polizia accusa: il Servizio Segreto uccide, regia di Sergio Martino (1975)
- La città gioca d'azzardo, regia di Sergio Martino (1975)
- L'uomo della strada fa giustizia, regia di Umberto Lenzi (1975)
- Di che segno sei?, regia di Sergio Corbucci (1975)
- Grazie... nonna, regia di Franco Martinelli (1975)
- Il mio nome è Scopone e faccio sempre cappotto, regia di Juan Bosch (1975)
- Mandinga, regia di Mario Pinzauti (1976)
- Bluff - Storia di truffe e di imbroglioni, regia di Sergio Corbucci (1976)
- Spogliamoci così, senza pudor, regia di Sergio Martino (1976)
- Emmanuelle bianca e nera, regia di Mario Pinzauti (1976)
- Il trucido e lo sbirro, regia di Umberto Lenzi (1976)
- Safari Express, regia di Duccio Tessari (1976)
- Africa Express, regia di Michele Lupo (1976)
- 40 gradi all'ombra del lenzuolo, regia di Sergio Martino (1976)
- Carioca tigre, regia di Giuliano Carnimeo (1976)
- Mannaja, regia di Sergio Martino (1977)
- Torino violenta, regia di Carlo Ausino (1977)
- La banda del gobbo, regia di Umberto Lenzi (1977)
- I due superpiedi quasi piatti, regia di Enzo Barboni (1977)
- La vergine, il toro e il capricorno, regia di Luciano Martino (1977)
- Il cinico, l'infame, il violento, regia di Umberto Lenzi (1977)
- Passi di morte perduti nel buio, regia di Maurizio Pradeaux (1977)
- La montagna del dio cannibale, regia di Sergio Martino (1978)
- L'alba dei falsi dei, regia di Duccio Tessari (1978)
- Il grande attacco, regia di Umberto Lenzi (1978)
- Pari e dispari, regia di Sergio Corbucci (1978)
- Scusi, lei è normale?, regia di Umberto Lenzi (1979)
- Sabato, domenica e venerdì, regia di Castellano e Pipolo, Pasquale Festa Campanile e Sergio Martino (1979)
- Uno sceriffo extraterrestre... poco extra e molto terrestre, regia di Michele Lupo (1979)
- Concorde Affaire '79, regia di Ruggero Deodato (1979)
- L'isola degli uomini pesce, regia di Sergio Martino (1979)
- Da Corleone a Brooklyn, regia di Umberto Lenzi (1979)
- L'insegnante al mare con tutta la classe, regia di Michele Massimo Tarantini (1980)
- Orinoco - Prigioniere del sesso, regia di Edoardo Mulargia (1980)
- Zucchero, miele e peperoncino, regia di Sergio Martino (1980)
- Chissà perché... capitano tutte a me, regia di Michele Lupo (1980)
- Un sacco bello, regia di Carlo Verdone (1980)
- Mangiati vivi!, regia di Umberto Lenzi (1980)
- La moglie in vacanza... l'amante in città, regia di Sergio Martino (1980)
- La dottoressa ci sta col colonnello, regia di Michele Massimo Tarantini (1980)
- Cornetti alla crema, regia di Sergio Martino (1981)
- Occhio alla penna, regia di Michele Lupo (1981)
- Giovani, belle... probabilmente ricche, regia di Michele Massimo Tarantini (1982)
- Bomber, regia di Michele Lupo (1982)
- Assassinio al cimitero etrusco, regia di Sergio Martino (1982)
- Lo scorpione a due code, regia di Sergio Martino – film TV (1982)
- 2019 - Dopo la caduta di New York, regia di Sergio Martino (1983)
- Acapulco, prima spiaggia... a sinistra, regia di Sergio Martino (1983)
- Occhio, malocchio, prezzemolo e finocchio, regia di Sergio Martino (1983)
- La guerra del ferro - Ironmaster, regia di Umberto Lenzi (1983)
- L'allenatore nel pallone, regia di Sergio Martino (1984)
- Squadra selvaggia, regia di Umberto Lenzi (1985)
- Doppio misto, regia di Sergio Martino (1985)
- Cobra Mission, regia di Fabrizio De Angelis (1986)
- The Barbarians, regia di Ruggero Deodato (1987)
- Renegade - Un osso troppo duro, regia di Enzo Barboni (1987)
- Qualcuno pagherà, regia di Sergio Martino (1988)
- Natura contro, regia di Antonio Climati (1988)
- Mal d'Africa, regia di Sergio Martino (1990)
- Un piede in paradiso, regia di Enzo Barboni (1991)
- Graffiante desiderio, regia di Sergio Martino (1993)
- Botte di Natale, regia di Terence Hill (1994)
- La bella di Mosca, regia di Cesare Ferrario (2001)
- Il pane nudo (El Khoubz el Hafi), regia di Rachid Benhadj (2005)
- Deadly Kitesurf , regia di Antonio De Feo (2008)
- Bastardi, regia di Federico Del Zoppo e Andres Alce Meldonado (2008)
- L'allenatore nel pallone 2, regia di Sergio Martino (2008)